# Grb Litve
Grb Litve jedan je od najstarijih u Europi. Popularno se naziva Vytis (progonitelj, jurišnik). Članak 15. litavskoga ustava predviđa da je grb Litve bijeli Vytis na crvenome polju.
Suvremeno heraldičko rješenje štita iz 1991. godine čini oklopljeni vitez na srebrnom (bijelom) konju na crvenoj pozadini. Okrenut je kako bi heraldički gledao nadesno, a nalijevo kada se grb gleda sprijeda. Jahač nosi srebrni mač u desnoj ruci iznad glave. Na lijevom ramenu viteza nalazi se plavi štit s dvostrukim zlatnim križem. Sjedalo, amovi i pojas su plavi. Drška mača, uzengije, potkovice i ukrasi su zlatne boje.

## Povijest
Najraniji spomen grba iz 14. je stoljeća, na pečatu Velike Kneževine Litve. Grb je vremenom postao simbolom Vilniusa, te se upotrebom proširio na cijelu kneževinu. Pojavljivao se i kao motiv na zastavama. Grb se mijenjao po detaljima, ali nikad osobito. Bio je grb države Litve između dva svjetska rata, a usvojen je i za Republiku Litvu.
Postoji prijedlog da se usvoji i velika varijanta grba s dodatnom trakom koja bi na sebi imala napisan stih iz litavske himne - Nek jedinstvo cvijeta.